# 安土城

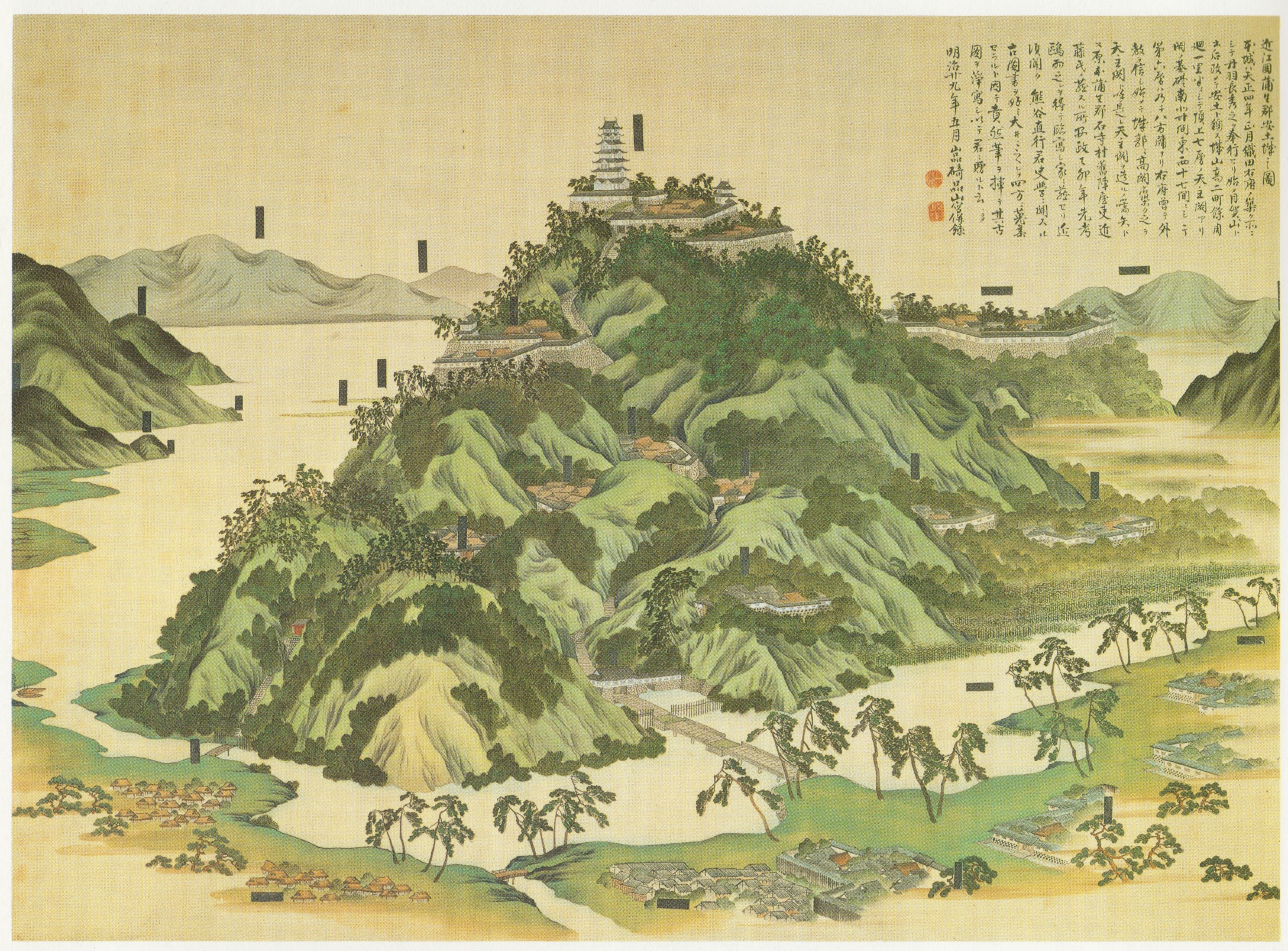
安土城示意圖

安土城，是安土時代織田信長的居城、織田政權的中心，位於日本滋賀縣近江八幡市安土町。號稱「天下布武」之城。
興建該城乃因織田信長於往返京都和居城岐阜城的時候，需寄宿安土漁村的安養寺，因此在其長子織田信忠繼任家督後，信長便著手修築安土城，還請京都等地優秀建築師獻計。安土城位於一百多公尺的山頂上（山高105公尺、海拔198公尺），六層樓的建築高32公尺，城下有大道貫穿，沿路興建民居、寺廟和武將居所。
1576年，信長將居城由岐阜遷至安土，主因包括辭去家督後必須把主城留給家督織田信忠，以及奉將軍足利義昭之命上洛。安土城北臨琵琶湖，向西可直達京都，且靠近羽柴秀吉之長濱城和明智光秀之坂本城，聯絡兩人也較方便。此外，若要從安土城直接發兵攻打中國的毛利氏、甲斐的武田氏及越後的上杉氏也具地利之便。
1582年本能寺之變後，安土城遭織田信雄以大火燒毀，日本史上第一名城從此煙消雲散。

## 地理位置
安土城位於日本滋贺县近江八幡市安土町下丰浦（遗迹位置）。

## 历史沿革

### 安土桃山时代
安土城起造前為明智光秀配下的目賀田山，原為近江守護佐佐木氏家臣目加田氏的支城。原在琵琶湖濱，擁有琵琶湖水運及北陸街道雙重便利。
1576年1月，織田信長命丹羽長秀為總普請奉行、大工棟梁岡部又右衛門、繩張奉行羽柴秀吉，於近江守護六角氏的居城観音寺城的支城安土山開始築城。1579年5月，信長移居已竣工的安土城天守；於同年，本丸部分遭雷擊而燒毀，此事記載於當時的傳教士路易斯·佛洛伊斯所著的《日本史》。
1582年，本能寺之變發生時，留守安土城的是蒲生賢秀。信長死於本能寺之變後，蒲生賢秀及氏乡父子兩人從安土城轉移至日野城。山崎之戰後，明智秀滿率領的所屬明智軍退去，安土城天主閣週邊及本丸建築盡皆燒毀。本能寺之變後成為織田氏的居城，信長的嫡孫織田秀信於清洲會議之後入城，主要使用二之丸為主；但是為了讓豐臣秀吉的養子豐臣秀次於八幡山城築城，安土城於1585年廢城。

### 近代
1918年，成立“安土保护会”旨在保护安土古城现状。
1926年，依據1919年施行的史蹟名勝天然紀念物保存法，指定安土城址為史蹟。1927年，内務省（現在的総務省）於城跡處立「安土城址」的石碑。1928年，滋賀縣指定史蹟安土城址的管理團體。其後，建立大手門遺跡的標石，修復二之丸遺跡及開始挖掘調查城内石階及天主、本丸遺跡。

### 現代
1950年，依據文化財保護法施行為史跡安土城跡。其後，指定為特別史跡。
1960年，開始著手修整安土城遺跡、1975年持續修理。1978年作成安土城遺跡實際測量圖（千分之一比例尺）。
1988年，召開「第1回特別史跡安土城跡調査整備委員會」。1989年，開始「調査整備20年計劃」(1989~2009年)。
1992年，依據「天守指図」復元安土城天主之一部份（第5、6層部分）參與西班牙塞維亞萬國博覧會展出。該復元天主由安土城天主信長之館保管與展示。
1999年，從本丸遺跡發現與内部的清涼殿相同的平面建物。這是當時推定織田信長的思想上重要的發現。

2005年，安土町的帶隊至義大利的羅馬、探尋當初信長獻給羅馬教皇的「安土城之圖」屏風繪。2006年4月6日，安土城遺址獲選日本100名城（第51號），從2007年6月開始全國規模的日本100名城蓋圖章接力賽活動。

## 復原

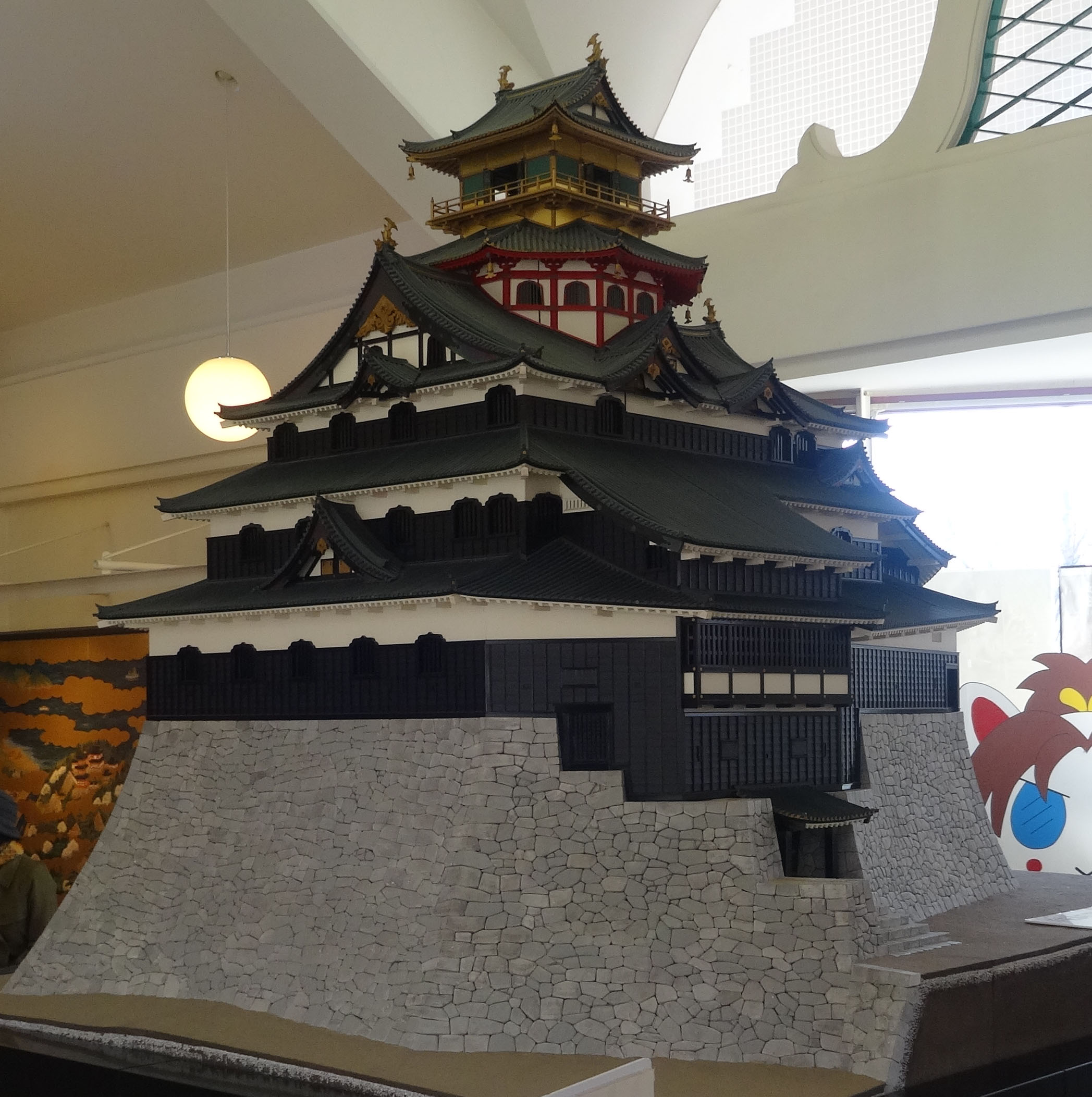
安土城天守復原模型

目前安土城之外觀及內部造型在日本國內仍有眾說紛紜，且尚無具體定論。以下為曾提出安土城復原案之學者及研究者，其所提出之復原研究方案內容及年份概述如下︰
- 奥村徳義的復原案（1858年）

層塔式天守，外觀七重（屋簷）、內部八層（樓層），外觀為每層為長方形，各重皆有千鳥破風與唐破風。
- 土屋純一的復原案（1930年）

望樓式天守，外觀六重、內部七層。第一重平面為長方形，破風的位置與名古屋城天守及福山城天守相類似，第五、六重的八角堂同熊本城天守的内高欄廻緣四方形望樓。
- 櫻井成廣的復原案（1959年）

望樓式天守，外觀六重、內部七層，第一重平面是不規則的六角形，第三重唐破風突出的窗戶與第四重銜接，第五、六重是八角堂與四方形的望樓。
- 西谷恭弘的復原案（1993年）

望樓式天守，外觀六重、內部七層、地下一層，第一重平面是長方形，第五、六重是八角堂及全面貼滿金箔四方型平面望樓。
- 内藤昌的復原案（1994年）

望樓式天守，外觀五重、內部七層、地下一層，第一重平面是不規則的六角形，外觀呈現不對稱及複雜的外型，第四重為紅白相間之八角堂並嵌入第三重屋頂中，第五重為四方形的望樓，内部構造依「天守指圖」所構成，有從地下一層向上延伸至地上四層的挑高天井樓閣。本案是目前日本學界最有力說，亦是官方目前推定復原造型。目前安土町城郭資料館安土町城郭資料館、安土城天主信長之館所展示的安土城天主（天守）模型即屬此案。
- 宮上茂隆的復原案（1994年）

望樓式天守，外觀五重、內部六層、地下一層，第一重平面為長方形，第四重為八角堂並嵌入第三重屋頂中，第五重為四方形的望樓，目前伊勢－安土桃山文化村所展示的安土城天主一比一比例的實物建築即屬此案。
- 佐藤大規的復原案（2005年）

望樓式天守，外觀五重、內部六層、地下一層，第一重平面是不規則的六角形，第二、三重是大型屋簷，第四重為八角堂並嵌入第三重屋頂中，第五重為四方形的望樓。本案是目前最新的學說，佐藤大規認為內部構造帶有天井的復原案，若拿去建築在安土山上是不夠穩固的，且該天主是無法承受建築本身的重量，事實上是無法建築的。電影《火天之城》所採用的即是此最新的方案。

## 現狀

### 交通
JR琵琶湖线安土車站下车後，步行20分钟。

### 旅游
需要收登山費700日圓（兒童為200日圓）

## 相關作品
- 火天之城 （页面存档备份，存于） ：描述安土城建造過程的小說與電影。